# 金达镇
金达镇，是中华人民共和国西藏自治区林芝市工布江达县下辖的一个乡镇级行政单位。

## 行政区划
金达镇下辖以下地区：
多其木村、峡索村、强洛村、朗色村、新生村、加龙村、仲荣村、拉荣村、达金村、德村、金达村、扎布村、嘎木村、色江娘村、仲村和旁村。